# Spock's Beard
Spock's Beard是1992年成立於洛杉磯的前衛搖滾團體，兄弟檔 Neal與Alan Morse，Neal演奏鍵盤並擔任主唱與詞曲創作者，Alan則擔綱電吉他手。另外，與Nick D'Virgilio（鼓）、Dave Meros（貝斯）一同搭檔，在1995年發行首張專輯The Light。稍晚，四人組合添入老牌鍵盤手
Ryo Okumoto。